# Hinterhubera
Hinterhubera es un género endémico de Suramérica (Colombia, Venezuela, norte de Chile y Bolivia) de plantas con flores perteneciente a la familia Asteraceae.Comprende 11 especies descritas y de estas, solo 8 aceptadas.

## Taxonomía
El género fue creado por Carl Heinrich Bipontinus Schultz y publicado por Hugh Algernon Weddell en Chloris Andina, 1(7), p. 185, en 1855.

## Especies
A continuación se brinda un listado de las especies del género Hinterhubera aceptadas hasta agosto de 2012, ordenadas alfabéticamente. Para cada una se indica el nombre binomial seguido del autor, abreviado según las convenciones y usos.
- Hinterhubera adenopetala Cuatrec. & Aristeg.
- Hinterhubera columbica Sch. Bip.
- Hinterhubera ericoides Wedd.
- Hinterhubera harrietae Cuatrec.
- Hinterhubera imbricata Cuatrec. & Aristeg.
- Hinterhubera lanuginosa Cuatrec. & Aristeg.
- Hinterhubera laseguei Wedd.
- Hinterhubera nevadensis Cuatrec.